# Saga (imperatore del Giappone)
Saga (嵯峨天皇; 3 ottobre 786 – 24 agosto 842) è stato il 52º imperatore del Giappone.

## Biografia
Secondo figlio di Kanmu e il fratello minore di Heizei, a lui precedente, Saga regnò dall'809 all'823.
Saga fu uno studioso dei classici cinesi, e secondo la leggenda, anche il primo imperatore giapponese a bere tè; era rinomata la sua abilità di calligrafo. Saga successe al trono dopo l'abdicazione per malattia di Heizei, anche se, presto dopo la sua incoronazione, si ammalò egli stesso. Questo diede a Heizei la possibilità di riavanzare delle pretese al trono fomentando una ribellione, che costrinse Saga a combattere una sanguinosa guerra civile per abbattere il rivale. Alla fine Saga dovette abdicare.
Saga fu un alleato del monaco buddhista Kūkai e lo aiutò a fondare la Scuola di Buddhismo Shingon garantendogli il tempio Toji nella capitale Heian (l'odierna Kyōto). Nell'818 Saga abolì la pena di morte in Giappone, decisione unica per il tempo in cui fu presa.